# Niedersächsisches Symphonie-Orchester
Das Niedersächsische Symphonie-Orchester (ursprünglicher Name: Niedersachsenorchester, später: Niedersächsisches Symphonie-Orchester) aus Hannover (NSO) wurde im Jahre 1934 gegründet. Chefdirigent bis 1938 war Fritz Lehmann. 

## Geschichte
Zu Beginn der Konzertsaison 1938/39 übernahm Helmuth Thierfelder (1897–1966) die Leitung des Orchesters – den Aufgabenbereich örtlicher als auch überregionale Konzerte und Festspielaufführungen. Zu einer ersten Bestandskrise kam es 1950, als der damalige NWDR Hamburg in Hannover ein Rundfunkorchester – die heutige NDR Radiophilharmonie in Hannover – gründete und ein Großteil der Musiker des NSO zum Rundfunk überwechselte. Es kam nun zur Neugründung des Orchesters in neuer Trägerschaft, bestehend aus der Stadt Hannover und dem Land Niedersachsen. Das neue NSO nahm fortan einen steilen Aufstieg und wurde auch für Radio Bremen eingesetzt. Neben Thierfelder berief man Rainer Koch 1961–1965 zum zweiten Dirigenten. 1964 trat Thierfelder von seinem Posten als Chefdirigent zurück, und Rudolf Alberth – aus München kommend – übernahm die Position des Chefdirigenten. Robert Stehli trat 1965 die Nachfolge Kochs als zweiter Dirigent an. Als Gastdirigenten gewann man Hans Zanotelli und Franz-Paul Decker für eine Reihe von Konzerten. 1968 konnte aus Geldmangel die Trägerschaft des NSO durch das Land Niedersachsen nicht fortgeführt werden, das Orchester wurde deshalb zum Ende der Spielzeit 1967/68 aufgelöst.